# Baw Baw Shire
Baw Baw Shire är ett shire i Australien. Det ligger i delstaten Victoria, omkring 110 kilometer öster om delstatshuvudstaden Melbourne. Antalet invånare var 48 479 vid folkräkningen 2016.
Följande samhällen finns i Baw Baw:
- Warragul
- Trafalgar
- Erica